# Saaristoa
Saaristoa es un género de arañas araneomorfas de la familia Linyphiidae. Se encuentra en la zona holártica.

## Lista de especies
Según The World Spider Catalog 12.0:
- Saaristoa abnormis (Blackwall, 1841)
- Saaristoa ebinoensis (Oi, 1979)
- Saaristoa firma (O. Pickard-Cambridge, 1905)
- Saaristoa nipponica (Saito, 1984)
- Saaristoa sammamish (Levi & Levi, 1955)

## Etimología
El género fue nombrado en honor de Michael Ilmari Saaristo.